# The Blackening
„The Blackening“ е шестият студиен албум на американската траш метъл/груув метъл група Machine Head. Записването му продължава четири месеца, а процесът на писане започва през 2005 г. и завършва през 2006 г.
Албумът е продуциран от Роб Флин и миксиран от Колин Ричардсън (познат от предишната си работа с тях, както и с „Bullet For My Valentine“, Napalm Death). За този албум Роб споделя следното: 
| „ | ...Това е най-амбициозният ни опит досега. Всички приехме като предизвикателство да създадем албум, който да разбие границите на комплексността и техническата структура... | “ |

 Освен това, за записването на този албум, групата кани и фенове, които да изпълняват беквокалите. Работата по обложката на албума е възложена на Пол Браун, който е познат от работата си с Мерилин Менсън. Обложката представлява метална гравюра от XVI век, на която е изобразен седящ върху трон скелет, чийто крак е стъпил върху света, държащ огледало с надпис – „Огледалото, което не ласкае“ („The mirror which flatters not“). По този въпрос Роб коментира следното:
| „ | ...Причината да изберем тази картина е това, че целият албум е като огледало, в което се оглеждаме... | “ |

. Според него, също така, темата на текстовете в албума е за неща, които се случват в момента, но не изцяло за конкретния исторически момент:
| „ | ...Има две песни с доста силни анти-военни послания, но не са толкова конкретни, че да става въпрос само за тази война... | “ |

.

## Списък с песните
1. „Clenching the Fists of Dissent“
2. „Beautiful Mourning“
3. „Aesthetics of Hate“
4. „Now I Lay Thee Down“
5. „Slanderous“
6. „Halo“
7. „Wolves“
8. „A Farewell to Arms“